# Rudolf Koch-Erpach

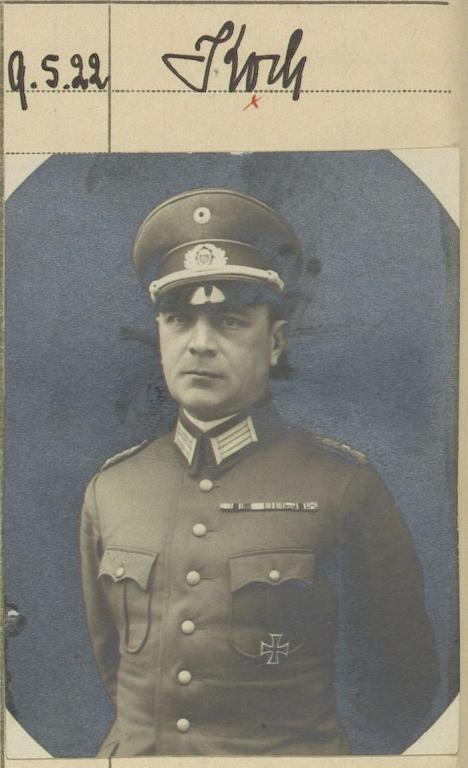
Rittmeister Rudolf Koch, der spätere General Rudolf Koch-Erpach, im Jahr 1922

Rudolf Fedor Albert Koch, seit 1939 Koch-Erpach (* 9. April 1886 in München; † 27. November 1971 in Boll), war ein deutscher Offizier, zuletzt General der Kavallerie im Zweiten Weltkrieg.

## Leben

### Familie
Rudolf Koch war der Sohn des bayerischen Generalmajors Albert Koch (1854–1926). Er verheiratete sich 1908 mit Emmy Dacqué. Aus der Ehe gingen zwei Kinder hervor. Ein Sohn war der Brigadegeneral der Bundeswehr Rolf (Eginhard) Koch-Erpach (1915–2002). 
Mit der 1939 erfolgten Erweiterung seines Familiennamens in „Koch-Erpach“ knüpfte er – wie vorher schon sein Onkel Friedrich Koch-Breuberg – an Familientraditionen an: Seine Großmutter mütterlicherseits namens Emma war eine Tochter des Obersten Eginhard Freiherr von Treuberg, eines Sohnes aus der morganatischen Verbindung des Grafen Ludwig II. zu Erbach-Fürstenau und der bürgerlichen Christine Sophie Küchler, nach der Eheschließung „Madame Treuberg“ genannt (s. Treuberg (Adelsgeschlecht)).

### Militärkarriere
Koch besuchte ein Humanistisches Gymnasium und trat 1904 als Fahnenjunker  in das 2. Ulanen-Regiment „König“ der Bayerischen Armee ein. Dort wurde er 1906 Leutnant und 1910 in das 6. Chevaulegers-Regiment „Prinz Albrecht von Preußen“ versetzt. Ab 1912 absolvierte Koch die Kriegsakademie, die er jedoch durch den Ausbruch des Ersten Weltkriegs frühzeitig abbrechen musste.
Nach Kriegsende wurde Koch in die Reichswehr übernommen. Als Generalstabsoffizier gehörte er Stäben verschiedener Einheiten an. Am 1. Oktober 1929 erfolgte die Beförderung zum Oberstleutnant und am 1. April 1932 zum Oberst. Ab dem 1. April 1934 Kommandeur der 3. Brigade der Kavallerie. Am 1. Januar 1935 Beförderung zum Generalmajor. Vom 13. Mai 1935 bis zum 31. Oktober 1940 Kommandeur der 8. Infanterie-Division. Am 1. April 1937 zum Generalleutnant ernannt. Er kommandierte die 8. Infanterie-Division während des Überfalls auf Polen und des Westfeldzuges. Er wurde für den Einsatz in Frankreich mit dem Ritterkreuz des Eisernen Kreuzes ausgezeichnet. Ab 1. November 1940 Kommandeur des LX. Armeekorps in Frankreich. Am 1. Dezember 1940 Beförderung zum General der Kavallerie. Vom 1. April bis 15. Mai 1941 Kommandierender General des XXXV. Armeekorps. 1942 war Koch-Erpach Befehlshaber vom Wehrkreis VIII in Breslau. Sein Zuständigkeitsbereich umfasste Schlesien, das Sudetenland, einen Teil Mährens und einen Teil Südwestpolens. Vom 26. Januar 1945 bis 10. April 1945 Kommandeur des LVI. Panzerkorps. Ab dem 6. Mai 1945 war er mit der Führung der 1. Armee betraut.

### Nach 1945
In den frühen 1950er Jahren arbeitete Rudolf Koch-Erpach als Redakteur in der Zeitschriftenabteilung des Bad Godesberger Instituts für Raumforschung.

## Auszeichnungen
- Eisernes Kreuz (1914) II. und I. Klasse[3]
- Bayerischer Militärverdienstorden IV. Klasse mit Schwertern und Krone[3]
- Österreichisches Militärverdienstkreuz III. Klasse mit Kriegsdekoration[3]
- Silberne Liakat-Medaille mit Säbeln[3]
- Eiserner Halbmond[3]
- Offizier des Bulgarischen Militär-Verdienstordens[3]
- Spange zum Eisernen Kreuz II. und I. Klasse
- Ritterkreuz des Eisernen Kreuzes am 24. Juni 1940[4]
- Deutsches Kreuz in Silber am 24. November 1944[5]